# Wallbach (Argovia)
Wallbach es una comuna suiza del cantón de Argovia, ubicada en el distrito de Rheinfelden. Limita al noroeste con la comuna Möhlin, al noreste con Wehr (DE-BW), al este con Bad Säckingen (DE-BW), al sur con Mumpf, y al suroeste con Zeiningen. 